# Anders Roselius
Anders Roselius, född 30 december 1716 i Lofta församling, Östergötlands län, död 30 april 1781 i Gryts församling, Östergötlands län, var en svensk präst.

## Biografi
Anders Roselius föddes 1716 i Lofta församling. Han var son till bonden Per Gabrielsson och Anna Jönsdotter på Råserum. Roselius blev 1738 student vid Lunds universitet och avlade magisterexamen 1748. Han prästvigdes 12 november 1749 och avlade pastoralexamen 13 juli 1767. Den 26 oktober 1767 blev han komminister i Västerviks församling och 13 november 1771 kyrkoherde i Gryts församling. Roselius avled 1781 i Gryts församling.

### Familj
Roselius gifte sig 8 januari 1754 med Catharina Elisabeth Westerdahl (1736–1764). Hon var dotter till kyrkoherden i Gladhammars församling. De fick tillsammans barnen Anders Roselius (född 1754), Ingeborg Ulrica Roselius som var gift med komministern L. Lindelius i Loftahammars församling, Franciscus Petrus Roselius (1759–1760), Arvid Henric Roselius (1760–1760), Engla Sophia Roselius (1761–1777), Anna Maria Roselius (1762–1788) som var gift med kronolänsmannen Anders Rolin i Södra Tjust och Peter Roselius (1764–1764).
Roselius gifte sig andra gången 31 mars 1766 med Catharina Maria Holm (1730–1782). Hon var dotter till borgmästaren Olof Holm och Catharina Johansdotter i Västervik. De fick tillsammans sonen styresmannen Olof Roselius (1768–1824) vid Söderhamns gevärsfaktori.